# Coupe des nations de concours complet d'équitation
Pour les articles homonymes, voir Coupe des nations.
La coupe des nations de concours complet (en anglais : FEI Nations Cup Eventing) est une compétition internationale de concours complet d'équitation organisée par la Fédération équestre internationale. Créée en 2012, sur le modèle de la coupe des nations de saut d'obstacles : les meilleurs pays s'affrontent en équipes sur plusieurs manches, chacune rapportant des points pour le classement final.

## Palmarès
- 2012 :  Allemagne[1]
- 2013 :  Royaume-Uni[2]
- 2014 :  Allemagne[3]
- 2015 :  Royaume-Uni[4]
- 2016 :  Allemagne[5]
- 2017 :  Allemagne
- 2018 :  Royaume-Uni[6]
- 2019 :  Suède[7]
- 2020 :  Pays-Bas
- 2021 : .